# Haloschizopera conspicua
Haloschizopera conspicua är en kräftdjursart som beskrevs av Por 1964. Enligt Catalogue of Life ingår Haloschizopera conspicua i släktet Haloschizopera och familjen Diosaccidae, men enligt Dyntaxa är tillhörigheten istället släktet Haloschizopera och familjen Miraciidae. Arten är reproducerande i Sverige. Inga underarter finns listade i Catalogue of Life.